# Jeff Lynne
Jeff Lynne (ur. 30 grudnia 1947 w Birmingham) – angielski gitarzysta, wokalista, kompozytor i producent muzyczny.
Związany był kolejno z zespołami: Idle Race, The Move oraz, założonym wraz z Royem Woodem, Electric Light Orchestra, z którym w latach 1971–1986 odnosił ogromne sukcesy na całym świecie. W roku 1986, po zakończeniu działalności z ELO, został producentem m.in. utworów Dela Shannona, Toma Petty, Roya Orbisona, Joe Cockera i George’a Harrisona.
Z Pettym, Orbisonem, Harrisonem oraz Bobem Dylanem następnie współtworzył efemeryczną supergrupę Traveling Wilburys, z którą w latach 1988–1990 wydał dwie – cieszące się ogromną popularnością – płyty. W 1990 wydał solowy album zatytułowany Armchair Theatre, na którym – oprócz nagrań premierowych – znalazło się kilka przeróbek znanych standardów.
W uznaniu dla jego dokonań został wybrany producentem nagrań Paula McCartneya (płyta Flaming Pie) oraz „nowych” nagrań zespołu The Beatles, bazujących na próbnym zapisie nagrań nieżyjącego Johna Lennona. W 2001 Jeff Lynne powrócił pod nazwą Electric Light Orchestra z płytą Zoom, jednakże jest to właściwie jego solowy produkt. Jako goście specjalni wystąpili między innymi Richard Tandy ze starego składu ELO oraz Ringo Starr.